# Ficus nodosa
Ficus nodosa är en mullbärsväxtart som beskrevs av Johannes Elias Teijsmann och Binn.. Ficus nodosa ingår i släktet fikonsläktet, och familjen mullbärsväxter. Inga underarter finns listade i Catalogue of Life.